# تشارلز سوين
تشارلز سوين (بالإنجليزية: Charles Swain)‏ هو منافس ألعاب قوى أسترالي، ولد في 16 يناير 1885 في بريزبان في أستراليا، وتوفي بنفس المكان في 9 فبراير 1974.

## وصلات خارجية
- تشارلز سوين على موقع النتائج التاريخية لألعاب القوى الأسترالية (الإنجليزية)
- تشارلز سوين على موقع أوليمبيديا (الإنجليزية)